# Wilhelm Tell (1960)
Wilhelm Tell (italienischer Filmtitel: Guglielmo Tell – La freccia del giustiziere, französischer Filmtitel: Guillaume Tell, englischer Filmtitel: William Tell) – ist eine schweizerische Verfilmung des Dramas Wilhelm Tell von Friedrich Schiller aus dem Jahr 1960. Regie führten Michel Dickoff und Karl Hartl, Produzent war Josef Richard Kaelin
Die Verleihtitel der deutschen Fassung erhielten den Zusatz «Burgen in Flammen» oder «Flammende Berge». Der Film ist die Geschichte des Schweizer Freiheitshelden Wilhelm Tell, der die Urschweiz von der Tyrannei der österreichischen Landvögte befreite. Der Film entstand in der Zeit des Kalten Krieges und sollte als «Aufruf der freien Welt an alle Tyrannen zu jeder Zeit und an jedem Ort» dienen.

## Inhalt
Der mit grossem Aufwand gedrehte Film schildert den Freiheitskampf der einheimischen Bevölkerung in den Kantonen Uri, Schwyz und Unterwalden. Er beginnt mit der Flucht Konrad Baumgartens, der einen Burgvogt des Kaisers erschlagen hatte, da sich dieser an seiner Frau vergehen wollte. Dargestellt werden weiter die bekanntesten Szenen aus den Befreiungssagen wie der Rütlischwur, der Apfelschuss, die Fahrt über den Vierwaldstättersee und die Ermordung Gesslers in der Hohlen Gasse. Die Spielszenen werden unterbrochen durch Gespräche zwischen Ulrich von Rudenz und dem Landfräulein Berta von Bruneck. Der Film endet mit einem (fiktiven) Aufstand, bei dem die Burgen der Vögte gestürmt und niedergebrannt werden.

## Produktion
Das Budget für «Tell» betrug 3,5 Millionen Schweizer Franken, gedreht wurde auf Eastmancolor im Breitwandformat. Sämtliche Aufnahmen wurden an den historischen Orten in den Kantonen Uri, Schwyz, Unterwalden und Tessin gedreht. Die Dreharbeiten dauerten zwölf Wochen: sechs Wochen für die Innenaufnahmen und sechs für die Aussenaufnahmen. Die Uraufführung fand unter Anwesenheit der Schweizer Regierung, vertreten durch Bundesrat Ludwig von Moos, dem Vorsteher des Justiz- und Polizeidepartements und der Hauptdarsteller im Dezember 1960 im Cinéma Corso in Zürich statt. Der Blick schrieb von einer glanzvollen Uraufführung. Die geplante Dauer der Vorführungszeit wurde um acht Wochen verlängert. Der Film galt damals als einer der bedeutendsten Schweizer Filme seiner Zeit.
«Tell» spielte nur die Hälfte der Produktionskosten ein. Aus Moskau, wo der Film an einem Filmfestival einen Preis gewonnen hatte, kam das Angebot einer halben Million Franken für die Verwertung durch den sowjetischen Filmverleih Sovexportfilm. In der Schweiz regte sich patriotischer Widerstand. Sein Antrag an das Parlament, das Defizit von 1,5 Millionen Franken zu übernehmen, scheiterte. Kaelin verkaufte den Film trotz des Widerstandes in die Sowjetunion.
Kaelin gelang es jedoch auch sein Defizit mit seinen Erfindungen und dem Oberflächenbelüfter BSK (Belüftungs-System Kaelin) zu decken, wobei seine neu gegründete Firma NORM AMC AG in kurzer Zeit einen Jahresumsatz von 3,5 Mio. Franken erbrachte. Somit konnte er die hohen Kosten für seine Tellfilmproduktion bewältigen.

## Auszeichnungen und Kritik
Während die NZZ nur fand, einige Rollen seien falsch besetzt, schrieb das «Lexikon der Schweizer Filmgeschichte» von «gut gebügelten Kostümen» und «hübsch fotografierten Landschaften». Auszeichnungen erhielt der Film hingegen bei einem Filmfestival in Indien und auf dem Internationalen Filmfestival Moskau, wo er den Preis für die beste Regie erhielt. Der Film steht heute unter Schweizerischem Kulturgüterschutz. Der Verkauf der DVD dient der Restauration des Werkes.